# Agrostis micrandra
Agrostis micrandra é uma espécie de gramínea do gênero Agrostis, pertencente à família Poaceae.